# Rode trui

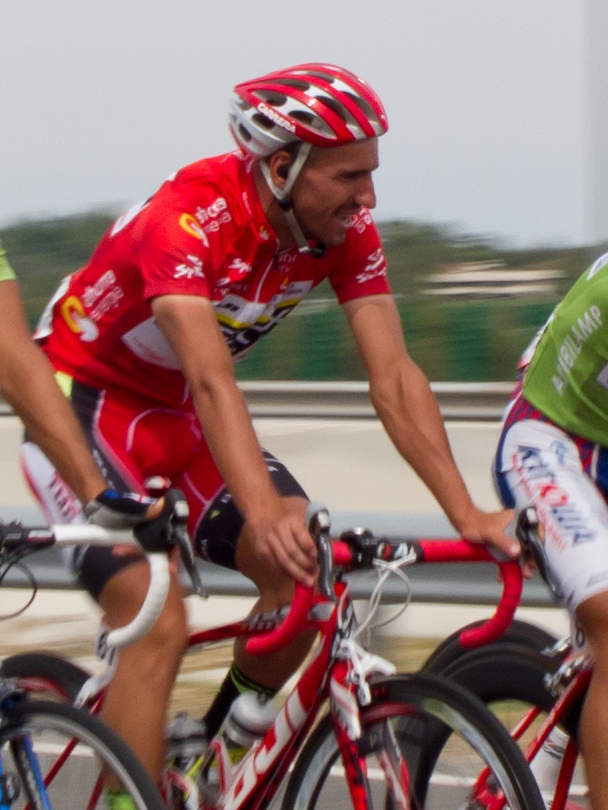
Juan José Cobo in de rode trui van de Ronde van Spanje

De rode trui is in de wielersport een trui die door de leider in een bepaald klassement wordt gedragen. De rode trui kan onder andere verwijzen naar:
- De leiderstrui in de Ronde van Spanje
- De voormalige puntentrui in de Ronde van Italië
- De historische tussensprinttrui in de Ronde van Frankrijk
- De puntentrui in de Tirreno-Adriatico
- De bergtrui in de Ronde van Catalonië
- De bergtrui in de Ronde van Californië
- De tussensprinttrui in de Ronde van Polen
- De tussensprinttrui in de Ronde van België
- De ploegenklassementstrui in de Tour Down Under
- De leiderstrui in de Ronde van Oman

Algemeen klassement · Bergklassement · Combinatieklassement · Jongerenklassement · Ploegenklassement · Puntenklassement · Strijdlustklassement · Tussensprintklassement
 Blauwe trui ·   Bolletjestrui ·  Gele trui ·  Groene trui ·  Paarse trui ·  Rode trui ·  Roze trui ·  Witte trui ·  Zwarte trui ·  Regenboogtrui ·  Sterrentrui